# ローマ司教区
ローマ司教区（ローマしきょうく、イタリア語: Diocesi di Roma、ラテン語: Dioecesis Urbis seu Romana）は、ローマ教皇が司教として管轄するローマの教区。ラツィオ地方管区に属する。1世紀に創設され、現在、25の小教区からなっており、普段は補佐司教が代理で司牧している。この教区の近辺には7つの教区がある。教皇は、これらの教区を1つの教会管区として裁治権を持つ、ローマ管区大司教でもある。サン・ジョバンニ・イン・ラテラノ大聖堂に司教座が置かれている。